# Inocencio Redondo Garci-Ibáñez
Inocencio Redondo Garci-Ibáñez fue un escultor español del siglo XIX.

## Biografía
Escultor natural de Villarrubia de Santiago, fue discípulo en Madrid de José Piquer y de la Real Academia de San Fernando, en la que fue premiado en dibujo del natural, antiguo y ropajes, y modelado por el antiguo.  En la Exposición Nacional de Bellas Artes de 1862 presentó D. Jaime Balmes.  En septiembre de 1866 fue nombrado, mediante oposición, profesor de dibujo del Instituto de segunda enseñanza de León.  Dos años más tarde hizo oposición a una plaza de profesor de escultura, vacante en la Escuela de Sevilla, siendo propuesto para su desempeño en el segundo lugar de la terna formada por el tribunal.